# Patricia McCluskey
Patricia McCluskey (Portadown, 1914 – 2010) è stata un'attivista britannica per i diritti civili.

## Biografia
Patricia McCluskey è nata Patricia McShane nel 1914 a Portadown. Suo padre gestiva un'attività di tendaggi. McCluskey si è formata come insegnante di economia domestica in Scozia. Durante la seconda guerra mondiale McCluskey stava lavorando per evacuare i bambini dalle città nelle aree rurali. McCluskey ha fondato la Homeless Citizens League nel 1963. A giugno ha tenuto quella che sarebbe stata la prima marcia del movimento per i diritti civili a Dungannon. È stata anche una fondatrice della Campaign for Social Justice. Era una consigliera del Dungannon Urban Council, eletta nel 1964 insieme ad altri quattro nazionalisti. McCluskey ha ricoperto il ruolo per più di dieci anni. Si è concentrata sulla fine della discriminazione negli alloggi e nel lavoro, raccogliendo prove e presentandole al pubblico. Ha parlato a una manifestazione a Manchester nel 1966 su come i cattolici dell'Irlanda del Nord volessero vivere in armonia con i loro vicini protestanti e questo movimento mirava a questo scopo. Era anche un membro della Northern Ireland Civil Right Association.

## Vita privata
McCluskey ha sposato Conn McCluskey, un medico e collega attivista. Vivevano a Keady e Dungannon. La coppia aveva tre figlie. Quando sono andati in pensione, la coppia ha viaggiato in Australia prima di trasferirsi a Dublino. McCluskey è morta nel 2010